# Đông Ninh, Khoái Châu
Đông Ninh là một xã thuộc huyện Khoái Châu, tỉnh Hưng Yên, Việt Nam.

## Địa lý
Xã Đông Ninh nằm bên bờ sông Hồng, cách trung tâm thị trấn Khoái Châu 6 km về phía tây, có vị trí địa lý:
- Phía đông giáp xã Đông Kết
- Phía tây giáp Sông Hồng
- Phía nam giáp xã Đại Tập
- Phía bắc giáp xã Tân Châu.

Xã Đông Ninh có diện tích 4,03 km², dân số năm 2019 là 4.490 người, mật độ dân số đạt 1.115 người/km².

## Hành chính
Xã Đông Ninh được chia thành 5 thôn: Phú Mỹ, Tử Lý, Nhân Lý, Nội Doanh, Duyên Linh.

## Lịch sử
Trước đây, Đông Ninh là một xã thuộc huyện Châu Giang cũ.
Ngày 24 tháng 7 năm 1999, Chính phủ ban hành Nghị định số 60/1999/NĐ-CP về việc chuyển xã Đông Ninh thuộc huyện Châu Giang cũ chuyển về huyện Khoái Châu mới tái lập quản lý.